# جان آ. هاستلر
جان آ. هاستلر (انگلیسی: John A. Hostetler; ۲۹ اکتبر ۱۹۱۸ – ۱ ژانویهٔ ۲۰۰۱) نویسنده، و جامعه‌شناس اهل ایالات متحده آمریکا بود.